# Collinston
Collinston es una villa ubicada en la parroquia de Morehouse en el estado estadounidense de Luisiana. En el Censo de 2010 tenía una población de 287 habitantes y una densidad poblacional de 98,32 personas por km².

## Geografía
Collinston se encuentra ubicada en las coordenadas 32°41′21″N 91°52′19″O / 32.68917, -91.87194. Según la Oficina del Censo de los Estados Unidos, Collinston tiene una superficie total de 2.92 km², de la cual 2.92 km² corresponden a tierra firme y (0%) 0 km² es agua.

## Demografía
Según el censo de 2010, había 287 personas residiendo en Collinston. La densidad de población era de 98,32 hab./km². De los 287 habitantes, Collinston estaba compuesto por el 55.05% blancos, el 44.6% eran afroamericanos, el 0% eran amerindios, el 0% eran asiáticos, el 0% eran isleños del Pacífico, el 0% eran de otras razas y el 0.35% pertenecían a dos o más razas. Del total de la población el 0% eran hispanos o latinos de cualquier raza.